# Benthe Boonstra
Benthe Boonstra (n. 20 noiembrie 2000, Bemmel⁠(d), Gelderland, Țările de Jos) este o canotoare ce a reprezentat Regatul Țărilor de Jos, medaliată olimpică. A participat la o ediție a Jocurilor Olimpice (2024) în care a câștigat o medalie de aur.